# W27 (ядерная боеголовка)
W27 (а также близкая по конструкции атомная бомба Mk 27) — американский ядерный заряд, разработанный и принятый на вооружение в конце 1950-х годов. Производство боевых частей W27 велось с 1958 по 1965 гг.

## Разработка
Бомба Mk 27 была разработана в середине 1950-х годов Радиационной лабораторией Калифорнийского университета (в настоящее время — Ливерморская национальная лаборатория). В ядерном арсенале США бомба Mk 27 и боезаряд W27 конкурировали с бомбой B28 и боезарядом W28, разработанными Научной лабораторией Лос-Аламос (в настоящее время — Лос-Аламосская национальная лаборатория). По массе и мощности (2 Мт) Mk 27 примерно вдвое превосходила конкурента.
Боезаряд W27 имел диаметр 0,79 м, длину 1,91 м и массу 1270 кг, бомба Mk 27 — диаметр 0,76 м, длину 3,15—3,61 м и массу 1430—1500 кг.

## Производство
Производство бомб Mk 27 и боевых частей W27 началось в 1958 году, в 1965 году оба изделия сняты с вооружения. Всего было произведено 20 ядерных зарядов W27 (для ракет Regulus и Regulus II) и 700 бомб Mk 27.